# Marion Jones Sports Complex
Der Marion Jones Sports Complex, das ehemalige National Stadium, ist ein Stadion in Belize City, Belize. Die Anlage wird überwiegend für Fußballspiele, Leichtathletikwettbewerbe und Radrennen genutzt. Das Stadion bietet 7500 Zuschauern Platz.
Das National-Stadion wurde in den 1960er Jahren gebaut. Zunächst fanden dort Pferderennen, Fußballspiele und Radrennen statt. Das jährlich ausgetragene Rennen „Cross Country Cycling Classic“ endete mehrfach mit einer Schlussrunde auf der Laufbahn im Stadion. Zunächst gab es dort eine Sandbahn, später war sie asphaltiert.
2001 besuchte die US-Sprinterin Marion Jones, deren Mutter aus Belize stammt, das National Stadium. Anschließend wurde die Anlage in „Marion Jones Sports Complex“ umbenannt. 